# Tiempo compartido (película)
Tiempo compartido es una película mexicana de suspenso dramático y misterio de 2018 dirigida por Sebastián Hofmann y escrita por Hofmann y Julio Chavezmontes. La película sigue las historias de dos hombres de familia embrujados: Andrés (Miguel Rodarte), un hombre de la limpieza que trabaja en un resort de lujo; y Pedro (Luis Gerardo Méndez), quien casualmente pasa una semana de vacaciones en ese mismo resort de lujo con su esposa e hijo.

## Argumento
Pedro, su esposa Eva (Cassandra Ciangherotti) y su pequeño hijo llegan al resort de lujo Everfield para pasar una semana de vacaciones. Desgraciadamente, esa misma noche llama a su puerta otra familia reclamando el derecho a permanecer en su mismo bungalow. Resulta que la gerencia de Everfield ha sobrevendido los bungalows. Para gran consternación de Pedro, a quien no le gustan especialmente los modales gregarios de Abel (Andrés Almeida), las dos familias se ven obligadas a compartir el mismo bungalow. Las cosas se vuelven cada vez más extrañas cuando Pedro comienza a sentir que la familia con la que comparte todas sus vacaciones puede no ser tan agradable como parece.
Mientras tanto, Andrés, profundamente preocupado, intenta salvar la relación con su esposa Gloria (Montserrat Marañon). Una vez que un animador alegre y atlético del pueblo en Everfield, Andrés cayó en una espiral de depresión después de la muerte de su hijo. Por eso, ahora trabaja como hombre de limpieza en el mismo resort. Aunque su esposa también trabaja como limpiadora en Everfield, la eligen entre los demás miembros del personal para un plan de desarrollo especial que puede conducirla a futuras promociones y aumentos salariales. El esquema de desarrollo está coordinado por el misterioso y algo siniestro director estadounidense Tom (interpretado por RJ Mitte, en uno de sus papeles emergentes posteriores a Breaking Bad).
Las cosas se volverán más oscuras y extrañas, hasta que los caminos de Pedro y Andrés se crucen.

## Reparto
- Luis Gerardo Méndez como Pedro
- Cassandra Ciangherotti como Eva
- Miguel Rodarte como Andrés
- Montserrat Marañon como Gloria
- RJ Mitte como Tom
- Andrés Almeida como Abel

## Lanzamiento
La película se estrenó en la sección World Cinema Dramatic Competition en el Festival de Cine de Sundance 2018. Se estrenó en cines en México el 31 de agosto de 2018. Fue estrenado internacionalmente por Netflix.

## Recepción
Tiempo Compartido recibió críticas mixtas de los críticos. En el agregador de reseñas Rotten Tomatoes, la película tiene un índice de aprobación del 86% basado en 22 reseñas, con una calificación promedio de 7.6/10 . El consenso crítico del sitio dice: "Intenso, divertido y deliciosamente oscuro, Time Share (Tiempo Compartido) ofrece a los fanáticos del género un thriller complejo que se engancha rápidamente y no se suelta hasta los créditos finales".
Escribiendo para The Hollywood Reporter, Franck Scheck elogia la cinematografía y la inquietante banda sonora, así como el ″prólogo inquietante″, aunque siente que la película “nunca logra la urgencia dramática. Los personajes se sienten más como dispositivos de trama que como figuras tridimensionales, las tramas no convergen de manera suficientemente resonante y el ritmo es lento hasta el punto del tedio. La película parece esforzarse constantemente por un significado profundo que nunca logra del todo".
Nick Allen de RogerEbert.com también lamenta el ritmo de la película y encuentra insatisfactoria la resolución de la historia. Él define la película como ″una película de terror con el tercer acto eliminado″. Sin embargo, elogia al elenco y la cinematografía, y agrega que ″La película vende paranoia, pero es demasiado tediosa para tener un efecto duradero; incluso el complejo en sí parece demasiado mal operado como para preocuparse. Este declive constante es aún más decepcionante debido a la solidez del cine y la actuación, de los cuales hay momentos inspiradores a lo largo”.
Guy Lodge, para Variety, define Time Share como ″[una] pequeña pieza de rompecabezas desagradable e irritante que investiga hábilmente la inseguridad patriarcal y la invasión corporativa a lo largo de unas vacaciones familiares fallidas″. También elogia la cinematografía y comenta que "[esta] es el tipo de película que puede convertir charcos de rosa rubor en rojo sangre en una sola toma, y el responsable es un truco de la luz o de la mente".
En una nota más positiva, Danielle Solzman, de Cultured Vultures, comenta ″sin saber exactamente lo que sucederá a continuación, Tiempo Compartido mantendrá al público al borde de su asiento. Allan Hunter, para Screen Daily, observa que la película es ″bunueliana en su descarada sátira de la ambición corporativa, y puede ser tan negramente cómica como un guion de los hermanos Coen″.

## Reconocimientos
En el Festival de Cine de Sundance de 2018, Tiempo Compartido ganó el premio especial del jurado de World Cinema Dramatic por guion.